# 吉本泰洋
吉本 泰洋（よしもと やすひろ、2月15日 - ）は、日本の男性俳優、声優。埼玉県出身。血液型はO型。

## 略歴
- 2006年2月に事務所の同期と劇団大富豪を旗揚げ
- 2009年からアーツビジョンにて声優として所属
- アーツビジョン退社後、劇団大富豪所属で副座長をしていた。

## 出演作品

### 舞台
- 劇団大富豪　旗揚げ公演「八月のシャハラザード」（2006年6月9日 - 11日、中野 スタジオあくとれ） -　川本五郎 役
- 劇団大富豪　第2回公演「また逢おうと竜馬は言った」（2006年12月22日 - 24日、浅草橋 アドリブ小劇場）
- 劇団大富豪　第3回公演「こまち堂漂流記」（2007年6月8日 - 10日、浅草橋 アドリブ小劇場）
- 劇団大富豪　第4回公演「コクハクチ。」（2008年2月1日 - 3日、浅草橋 アドリブ小劇場）
- 劇団大富豪　第5回公演「ETERNAL BLUE」（2008年9月25日 - 28日、浅草橋 アドリブ小劇場）
- 劇団大富豪　第6回公演「八月のシャハラザード（再演）」（2009年2月26日 - 3月1日、中目黒 ウッディシアター）
- 劇団大富豪　番外公演「カレッジ・オブ・ザ・ウインド」（2009年8月27日 - 30日、浅草橋 アドリブ小劇場）
- 劇団大富豪　特別公演「Cage.」（2010年3月24日 - 28日、中野 ザ・ポケット）
- THE 黒帯「妖怪レストラン 2D」（2010年5月20日 - 23日、アイピット目白）
- 劇団大富豪第7回公演「流星」（2011年8月3日 - 7日、笹塚ファクトリー）
- THE 黒帯「妖怪レストラン 3P」（2011年11月30日 - 12月5日、中野 テアトルBONBON）
- 劇団大富豪　第8回公演「wakasagi(ワカサギ)」（2012年3月1日 - 4日、笹塚ファクトリー）
- タイガー　第6回公演「人斬り海峡」（2012年6月20日 - 24日、OFF OFFシアター）
- 月見うどん屋　第3回公演「解散公演（仮）」（2012年10月19日 - 22日）

### 演出
- 劇団大富豪番外公演「カレッジ・オブ・ザ・ウインド」（2009年8月27日 - 30日、浅草橋 アドリブ小劇場）
- 劇団大富豪特別公演「Cage.」（2010年3月24日 - 28日、中野 ザ・ポケット）
- 劇団大富豪新人公演「Doberman Road〜俺達に必要なモノ…それは勇気だ!〜」（2010年11月19日 - 21日、中野スタジオあくとれ）

### テレビアニメ
2009年
- テガミバチ（店主、住民A）

2010年
- Angel Beats!（NPC男子D）
- 戦う司書 The Book of Bantorra（司書助手）
- ちゅーぶら!!（男子生徒）
- 伝説の勇者の伝説（貴族）
- 咎狗の血（警官、男、兵士）
- 薄桜鬼 〜新選組奇譚〜（浪人、御陵衛士）
- Fortune Arterial 赤い約束（男子生徒）

2011年
- 異国迷路のクロワーゼ The Animation（紳士1）

2012年
- エリアの騎士（バドミントン部員）
- 黒子のバスケ（2012年 - 2015年、河原浩一、、バスケ部一年C） - 3シリーズ
- ダンボール戦機W（手下B﹑観客）

2013年
- ダンボール戦機WARS（生徒）

### 劇場アニメ
- ストレンヂア 無皇刃譚（2007年）
- 劇場版 黒子のバスケ LAST GAME（2017年、河原浩一）

### OVA
- ひぐらしのなく頃に煌（2011年、オタク）
- 乙女なでしこ恋手帖（2012年、中根幹弥） - 第2巻同梱のショートアニメ、少女小説でのアニメDVD付文庫

### ゲーム
2009年
- 剣と魔法と学園モノ。2（ダンテ）※PSP
- ファイナルファンタジーXIII（コクーン市民）

2010年
- 剣と魔法と学園モノ。2G（ダンテ）※PS3

2014年
- 黒子のバスケ 勝利へのキセキ（河原浩一）

2015年
- 黒子のバスケ 未来へのキズナ（河原浩一）

### ドラマCD
- 悪人を泣かせる方法（木島）
- 恋じゃないけど（長谷川）
- 恋する暴君5（男）
- 恋のまんなか（司の父、塾講師、救急隊員）
- 3軒隣の遠い人（友人）
- タナトスの双子 1917　下巻（アレクサンドル）
- CHERRY チェリー（島村）
- メランコリック・メローメロー（スタッフ）
- 是-ZE-〜夜を守る〜（リリーさん）※月刊ディアプラス2010年05月号付録CD
- 黒子のバスケ　DRAMA THEATER 1st GAMES（河原浩一）
- 純情ミステイク（編集者）※あすかコミックスCL-DXとして発売。純情ロマンチカ16巻DVD付き限定版

### 吹き替え
- クライモリ デッド・リターン
- コネクテッド
- ライフ・ドア 黄昏のウォール街

### その他
- プラネタリウム番組「明かりをけして星〜ふる街のシンフォニー〜」（2008年、山梨県立科学館スペースシアター）